# 華維斯利夫納足球會
華維斯利夫納足球會（烏克蘭語：Народний клуб "Верес" Рівне）是一家位於烏克蘭羅夫諾州首府羅夫諾的職業足球隊，於1957年成立，華維斯利夫納現時參加烏克蘭超級聯賽，2020–21年賽季以甲組聯賽冠軍升級。

## 榮譽
- 烏克蘭蘇維埃社會主義共和國盃
  - 亞軍 (2): 1957, 1991
- 烏克蘭足球甲級聯賽
  - 冠軍 (2): 1992, 2020–21
- 烏克蘭足球乙級聯賽
  - 亞軍 (1): 2015–16

## 外部鏈接
- 官方网站 （乌克兰語）
- Artur Kysliachenko. What is in your name? Appealing Veres of 1990s and unordinary businessmen (Що в імені твоєму? Привабливий Верес 90-х і неоднозначні бізнесмени) （页面存档备份，存于）. UA-Football. 22 April 2020.
- On the subject of Oleksiy Khakhlyov and Veres. Chetverta Vlada.